# Magyarország az 1962-es atlétikai Európa-bajnokságon
Magyarország a Belgrádban megrendezett 1962-es atlétikai Európa-bajnokság egyik részt vevő nemzete volt. Az ország a versenyen 40 sportolóval képviseltette magát.

## Érmesek
| Érem  | Versenyző       | Versenyszám   | Dátum          |
| ----- | --------------- | ------------- | -------------- |
| Arany | Varjú Vilmos    | Súlylökés     | szeptember 14. |
| Arany | Zsivótzky Gyula | Kalapácsvetés | szeptember 16. |
| Bronz | Kontsek Jolán   | Diszkoszvetés | szeptember 15. |
| Bronz | Kazi Olga       | 800 m         | szeptember 16. |

## Eredmények

### Férfi
| Versenyző                                             | Versenyszám     | Előfutam | Előfutam | Előfutam | Elődöntő      | Elődöntő      | Elődöntő      | Döntő     | Döntő    |
| Versenyző                                             | Versenyszám     | Idő      | Hely.    | Össz.    | Idő           | Hely.         | Össz.         | Idő       | Helyezés |
| ----------------------------------------------------- | --------------- | -------- | -------- | -------- | ------------- | ------------- | ------------- | --------- | -------- |
| Rábai Gyula                                           | 100 m           | 10,6     | 5.       | 17.      | kiesett       | kiesett       | kiesett       | kiesett   | kiesett  |
| Mihályfi László                                       | 100 m           | 10,6     | 4.       | 17.      | kiesett       | kiesett       | kiesett       | kiesett   | kiesett  |
| Mihályfi László                                       | 200 m           | 21,3     | 3.       | 11.      | nem ért célba | nem ért célba | nem ért célba | kiesett   | kiesett  |
| Csutorás Csaba                                        | 200 m           | 21,1     | 2.       | 7.       | 21,5          | 4.            | 9.            | kiesett   | kiesett  |
| Csutorás Csaba                                        | 100 m           | 10,6     | 5.       | 17.      | kiesett       | kiesett       | kiesett       | kiesett   | kiesett  |
| Kiss György                                           | 1500 m          | 3:45,7   | 5.       | 5.       |               |               |               | kiesett   | kiesett  |
| Parsch Péter                                          | 1500 m          | 3:48,4   | 4.       | 15.      |               |               |               | kiesett   | kiesett  |
| Szekeres Béla                                         | 5000 m          | 14:38,4  | 7.       | 19.      |               |               |               | kiesett   | kiesett  |
| Kiss István                                           | 5000 m          | 14:28,8  | 6.       | 17.      |               |               |               | kiesett   | kiesett  |
| Iharos Sándor                                         | 5000 m          | 14:41,0  | 7.       | 21.      |               |               |               | kiesett   | kiesett  |
| Pintér János                                          | 10 000 m        |          |          |          |               |               |               | 30:20,0   | 20.      |
| Szabó Miklós                                          | 10 000 m        |          |          |          |               |               |               | 31:13,4   | 22.      |
| Sütő József                                           | 10 000 m        |          |          |          |               |               |               | 31:19,6   | 23.      |
| Szalay Béla                                           | Maraton         |          |          |          |               |               |               | 2:36:38,0 | 15.      |
| Babos Imre Csutorás Csaba Mihályfi László Rábai Gyula | 4 × 100 m       | 40,5     | 2.       | 5.       |               |               |               | 40,5      | 6.       |
| Simon Attila                                          | 3000 m akadály  | 8:50,0   | 4.       | 15.      |               |               |               | 8:49,4    | 5.       |
| Fazekas Miklós                                        | 3000 m akadály  | 8:57,6   | 6.       | 21.      |               |               |               | kiesett   | kiesett  |
| Mácsár József                                         | 3000 m akadály  | 9:04,6   | 10.      | 25.      |               |               |               | kiesett   | kiesett  |
| Havasi István                                         | 50 km gyaloglás |          |          |          |               |               |               | 4:34:14,8 | 6.       |

| Versenyző          | Versenyszám   | Selejtező | Selejtező | Döntő    | Döntő    |
| Versenyző          | Versenyszám   | Eredmény  | Helyezés  | Eredmény | Helyezés |
| ------------------ | ------------- | --------- | --------- | -------- | -------- |
| Noszály Sándor     | Magasugrás    | 200 cm    | 8.        | 200 cm   | 9.       |
| Kalocsai Henrik    | Távolugrás    | 741 cm    | 10.       | 766 cm   | 6.       |
| Varjú Vilmos       | Súlylökés     | 17,81 m   | 3.        | 19,02 m  |          |
| Nagy Zsigmond      | Súlylökés     | 17,91 m   | 2.        | 17,97 m  | 5.       |
| Szécsényi József   | Diszkoszvetés | 53,38 m   | 5.        | 54,66 m  | 6.       |
| Klics Ferenc       | Diszkoszvetés | 49,49 m   | 22.       | kiesett  | kiesett  |
| Zsivótzky Gyula    | Kalapácsvetés | 66,17 m   | 1.        | 69,64 m  |          |
| Eckschmiedt Sándor | Kalapácsvetés | 63,35 m   | 3.        | 60,64 m  | 11.      |
| Kulcsár Gergely    | Gerelyhajítás | 74,90 m   | 6.        | 76,89 m  | 5.       |

| Versenyző   | Versenyszám | 100 m | 100 m | Távolugrás | Távolugrás | Súlylökés | Súlylökés | Magasugrás | Magasugrás | 400 m | 400 m | 110 m gát | 110 m gát | Diszkoszvetés | Diszkoszvetés | Rúdugrás | Rúdugrás | Gerelyhajítás | Gerelyhajítás | 1500 m | 1500 m | Végeredmény | Végeredmény |
| Versenyző   | Versenyszám | Idő   | Pont  | Eredmény   | Pont       | Eredmény  | Pont      | Eredmény   | Pont       | Idő   | Pont  | Idő       | Pont      | Eredmény      | Pont          | Eredmény | Pont     | Eredmény      | Pont          | Idő    | Pont   | Pont        | Helyezés    |
| ----------- | ----------- | ----- | ----- | ---------- | ---------- | --------- | --------- | ---------- | ---------- | ----- | ----- | --------- | --------- | ------------- | ------------- | -------- | -------- | ------------- | ------------- | ------ | ------ | ----------- | ----------- |
| Hubai Gyula | Tízpróba    | 11,3  |       | 631 cm     |            | 12,05 m   |           | 175 cm     |            | 54,5  |       | 16,1      |           | 43,41 m       |               | 380 cm   |          | 43,64 m       |               | 5:21,2 |        | 6139        | 15.         |

### Női
| Versenyző                                           | Versenyszám | Előfutam | Előfutam | Előfutam | Elődöntő | Elődöntő | Elődöntő | Döntő   | Döntő    |
| Versenyző                                           | Versenyszám | Idő      | Hely.    | Össz.    | Idő      | Hely.    | Össz.    | Idő     | Helyezés |
| --------------------------------------------------- | ----------- | -------- | -------- | -------- | -------- | -------- | -------- | ------- | -------- |
| Heldt Erzsébet                                      | 100 m       | 12,0     | 3.       | 9.       | 12,0     | 5.       | 10.      | kiesett | kiesett  |
| Nemesházi Margit                                    | 100 m       | 11,8     | 3.       | 4.       | 12,6     | 6.       | 12.      | kiesett | kiesett  |
| Bata Teréz                                          | 100 m       | 12,2     | 4.       | 16.      | kiesett  | kiesett  | kiesett  | kiesett | kiesett  |
| Such Ida                                            | 200 m       | 25,1     | 3.       | 12.      | 25,1     | 6.       | 12.      | kiesett | kiesett  |
| Munkácsi Antónia                                    | 400 m       | 55,8     | 3.       | 11.      | 55,3     | 4.       | 6.       | kiesett | kiesett  |
| Kazi Olga                                           | 800 m       | 2:08,1   | 1.       | 4.       |          |          |          | 2:05,0  |          |
| Czóka Gizella                                       | 800 m       | 2:11,1   | 5.       | 14.      |          |          |          | kiesett | kiesett  |
| Munkácsi Antónia Heldt Erzsébet Bata Teréz Such Ida | 4 × 100 m   | 47,1     | 3.       | 7.       |          |          |          | kiesett | kiesett  |

| Versenyző        | Versenyszám   | Selejtező | Selejtező | Döntő    | Döntő    |
| Versenyző        | Versenyszám   | Eredmény  | Helyezés  | Eredmény | Helyezés |
| ---------------- | ------------- | --------- | --------- | -------- | -------- |
| Mihályfi Éva     | Magasugrás    | 161 cm    |           | 161 cm   | 12.      |
| Rózsavölgyi Vera | Távolugrás    | 596 cm    | 13.       | kiesett  | kiesett  |
| Petró Orsolya    | Távolugrás    | 586 cm    | 14.       | kiesett  | kiesett  |
| Bognár Judit     | Súlylökés     |           |           | 14,44 m  | 8.       |
| Bognár Judit     | Diszkoszvetés | 48,26 m   | 11.       | 47,12 m  | 12.      |
| Kontsek Jolán    | Diszkoszvetés | 49,74 m   | 4.        | 52,82    |          |
| Antal Márta      | Gerelyhajítás | 50,50 m   | 5.        | 49,91 m  | 5.       |